# معطف جاموسي
المعطف الجاموسيّ هو ثوب شتوي ثقيل مصنوع من البيسون، والذي يسمى أيضًا "الجاموس". في أمريكا الشمالية، ينحدر هذا المعطف من جلود الجاموس البسيطة بلا أكمام التي كان يرتديها السكان الأصليون لأمريكا الشمالية قبل استبدالها جزئيًا بالكبابيت المصنوعة من البطانيات المدببة [الإنجليزية] خلال تجارة الفراء في أمريكا الشمالية.